# Monumental Retro-Avant-Garde
Monumental Retro-Avant-Garde: Live at Tate Modern / 14 April 2012 je dvojni album v živo skupine Laibach, ki je izšel leta 2012 pri založbah Abbey Road Live Here Now in Mute Records. Album vsebuje posnetke s koncerta skupine v Tate Modernu v Londonu, 14. aprila 2012.

## Seznam skladb

### Disk 1
| Št.             | Naslov                   | Dolžina |
| --------------- | ------------------------ | ------- |
| 1.              | „Siemens‟                | 5:40    |
| 2.              | „Zmagoslavje volje‟      | 6:04    |
| 3.              | „Boji‟                   | 5:12    |
| 4.              | „Sredi bojev‟            | 5:56    |
| 5.              | „Mi kujemo bodočnost‟    | 7:51    |
| 6.              | „Smrt za smrt‟           | 8:39    |
| 7.              | „Brat moj‟               | 5:23    |
| 8.              | „Ti, ki izzivaš‟         | 6:12    |
| 9.              | „Država‟                 | 5:34    |
| 10.             | „Leben - Tod‟            | 3:41    |
| 11.             | „Le Privilège des Morts‟ | 5:23    |
| Skupna dolžina: | Skupna dolžina:          | 1:05:35 |

### Disk 2
| Št.             | Naslov                                              | Dolžina |
| --------------- | --------------------------------------------------- | ------- |
| 1.              | „Across the Universe‟ (John Lennon, Paul McCartney) | 4:51    |
| 2.              | „B-Mashina‟                                         | 4:55    |
| 3.              | „Under the Iron Sky‟                                | 4:28    |
| 4.              | „Tanz mit Laibach‟                                  | 4:21    |
| 5.              | „Alle gegen alle‟                                   | 4:01    |
| 6.              | „Du bist unser‟                                     | 5:43    |
| 7.              | „Warme Lederhaut‟ (Daniel Miller/The Normal)        | 4:13    |
| 8.              | „Love on the Beat‟                                  | 6:31    |
| 9.              | „Leben heisst Leben‟                                | 4:28    |
| 10.             | „Geburt einer Nation‟ (Queen)                       | 4:26    |
| 11.             | „Ballad of a Thin Man‟ (Bob Dylan)                  | 6:04    |
| Skupna dolžina: | Skupna dolžina:                                     | 54:01   |

## Osebje
- Mina Špiler – vokal, klaviature
- Janez Gabrič – bobni
- Sašo Vollmaier – klaviture, spremljevalni vokal
- Luka Jamnik – klaviature, sintetizator, spremljevalni vokal

### Laibach
- Dachauer
- Eber
- Keller
- Saliger

### Gostje
- Dan Ladin – klarinet
- Srečko Bajda – sintetizator, vokal
- Robert Schilling – zvočna manipulacija

## Produkcija
- Zvočni inženir: Matej Gobec
- Monitor inženir: Sašo Kotnik
- Luči: Uroš Faganelj
- Vizuali: Tomislav Gangl
- Trženje: Miha Mohorko
- Fotografije: Miro Majcen, Katja Ogrin
- Oblikovanje: Eva Kosel
- Snemalca: Helen Atkinson, Joe Adams
- Miks: Joe Adams, Luka Jamnik
- Asistenta: Chris Phelps, MJ